# Mathias Jørgensen
Mathias Jattah-Njie Jørgensen, dit Zanka, né le 23 avril 1990 à Copenhague au Danemark, est un footballeur international danois qui joue au poste de défenseur aux Los Angeles Galaxy.
Possédant la nationalité gambienne, Zanka représente néanmoins le Danemark depuis 2008 avec lequel il dispute la Coupe du monde 2018.

## Biographie

### En club

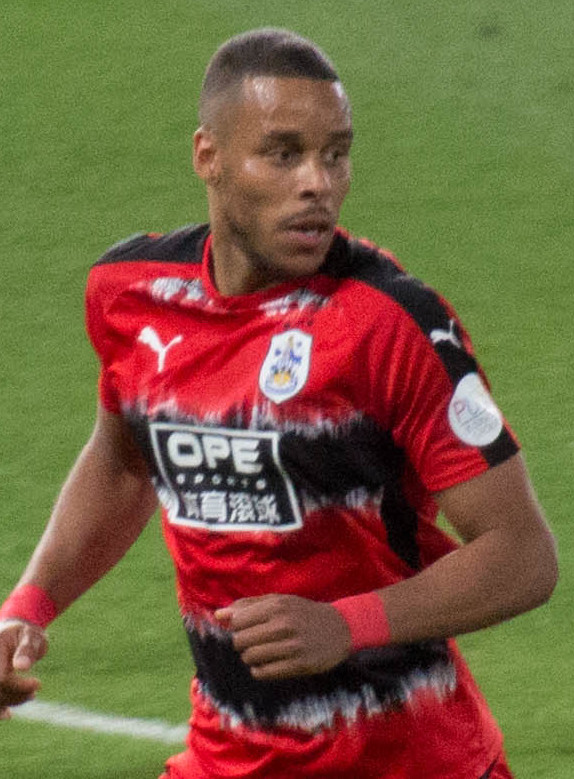
Zanka avec Huddersfield Town en 2018.

Né d'un père gambien et d'une mère danoise, Jørgensen, surnommé Zanka, est formé au FC Copenhague, club de sa ville natale. Il débute avec l'équipe première à l'âge de seize ans, le 26 septembre 2007, dans un match de Coupe du Danemark où il remplace Oscar Wendt.
L'Europe fait sa connaissance lors des phases de poules de la Ligue des champions 2010-2011 où il permet au FC Copenhague d'atteindre les huitièmes de finale.
Il attire la convoitise de plusieurs clubs italiens, allemands et anglais grâce à ses performances remarquées et son physique impressionnant.
En juillet 2012, Zanka s'engage au PSV Eindhoven.
Le 18 août 2012, il joue son premier match d'Eredivisie durant un succès 5-0 contre le Roda JC. Zanka marque son premier but le 15 décembre et permet d'obtenir un nul aux dépens du NEC Nimègue (1-1). Il récidive la journée suivante lors d'un écrasant succès 1-6 face au NAC Breda. Le parcours néerlandais de Zanka s'avère difficile, entre les blessures et le manque de temps de jeu et le défenseur ne prend part qu'à cinq matchs de championnat malgré ses deux buts.
La saison 2013-2014 n'est guère plus satisfaisante pour Zanka qui n'est qu'un remplaçant et joue treize matchs au total.  
Au mercato d'été 2014, Zanka revient dans son club formateur du FC Copenhague.
Le 7 juillet 2017, Zanka rejoint le Huddersfield Town qui vient d'être promu en Premier League.
Le 12 août suivant, Zanka fait ses débuts en championnat contre Crystal Palace. Il obtient très vite une place de titulaire qu'il garde tout au long de la saison. Zanka est titulaire lors des trente-huit matchs de Premier League de la saison. 
Zanka attend la saison suivante pour marquer son premier but dans l'élite anglaise. Il inscrit ainsi l'unique but d'Huddersfield lors d'une défaite 3-1 face au Leicester City le 22 septembre 2018. Malgré deux autres buts inscrits, Zanka ne peut empêcher la descente du club en Championship.
Le 10 août 2019, Zanka signe au club turc du Fenerbahçe SK.
Le 31 janvier 2020, Zanka est prêté au Fortuna Düsseldorf.
Le 5 octobre 2020, Zanka est prêté au FC Copenhague.
Le 9 septembre 2021, il rejoint Brentford.

### En sélections nationales
Le 19 novembre 2008, Zanka fait ses débuts au sein de l'équipe nationale danoise lors d'un match amical contre le pays de Galles.
Encore peu utilisé en sélection, Jørgensen fait face à la concurrence de Simon Kjær et Daniel Agger, plus polyvalents et expérimentés que lui.
En mai 2018, Zanka est sélectionné dans l'équipe préliminaire de 35 joueurs du Danemark pour la Coupe du monde 2018 en Russie. Lors de cette coupe du monde, il se fait remarquer lors du match de huitièmes de finale opposant la Croatie au Danemark, le 1er juillet 2018. En effet,le match commence très très fort puisque Zanka marque dès la 1re minute de jeu ce qui permet au Danemark de mener au score 0-1. Cependant, seulement trois minutes plus tard, la Croatie égalise à la 4e minute par l'intermédiaire de Mario Mandzukić. Le score est désormais de un partout : 1-1. À l'issue du temps réglementaire, le score est toujours de 1-1, c'est désormais l'heure des prolongations. On joue la 114ème minute lorsque Ante Rebić est lancé dans la profondeur. Il se présente seul face à Kasper Schmeichel, et dribble le gardien qui est alors battu et n'a plus qu'à pousser le ballon au fond pour marquer. Cependant, Zanka n'a pas d'autres choix que d'intervenir et stoppe Rebić en le taclant par derrière et ainsi empêcher le but. L'arbitre siffle logiquement le penalty. Malgré les contestations de Schmeichel, l'arbitre accorde le penalty et donne un carton jaune pour Zanka, suspendu pour un éventuel prochain match. À la 116ème minute, Luka Modrić s'élance pour frapper le penalty face à Kasper Schmeichel. S'il transforme le penalty, la Croatie ira directement en quarts de finale. Schmeichel arrête le penalty et retarde l'élimination des danois. Ce tacle de la dernière chance de Zanka a été crucial pour atteindre la séance de tirs au but finalement perdue par les Danois, éliminés de la Coupe du Monde 2018.
Deux ans plus tard, il est convoqué pour disputer l'Euro 2020. 
Absent de la liste des 26 joueurs danois retenus par Kasper Hjulmand pour participer à l'Euro 2024 qui est dévoilée le 30 mai 2024,, Mathias Jørgensen est appelé en renfort début juin 2024 en raison d'incertitudes concernant l'état de forme de certains défenseurs de l'équipe. Il intègre finalement la liste définitive en remplaçant Victor Nelsson, ce dernier déclarant forfait sur blessure.

## Palmarès
FC Copenhague
- Championnat du Danemark : 2009, 2010, 2011, 2016 et 2017
- Coupe du Danemark : 2009, 2012, 2015, 2016 et 2017